# Eggeslevmagle Sogn
Eggeslevmagle Sogn er et sogn i Slagelse-Skælskør Provsti (Roskilde Stift).
I 1800-tallet var Eggeslevmagle Sogn et selvstændigt pastorat. Det hørte til Vester Flakkebjerg Herred i Sorø Amt. Eggeslevmagle sognekommune blev ved kommunalreformen i 1970 indlemmet i Skælskør Kommune, der ved strukturreformen i 2007 indgik i Slagelse Kommune.
I Eggeslevmagle Sogn ligger Eggeslevmagle Kirke.
I sognet findes følgende autoriserede stednavne:
- Båslunde (bebyggelse, ejerlav)
- Eggeslevlille (bebyggelse, ejerlav)
- Eggeslevmagle (bebyggelse, ejerlav)
- Frankerup (bebyggelse, ejerlav)
- Gerdrup (ejerlav, landbrugsejendom)
- Gerdrup Ravnemark (bebyggelse)
- Hesselby (bebyggelse, ejerlav)
- Ladebo Led (bebyggelse)
- Lungen (bebyggelse)
- Lyngbygård (ejerlav, landbrugsejendom)
- Råbjerg (bebyggelse)
- Smidstrup (bebyggelse, ejerlav)